# Cerro Bonete
Der Cerro Bonete Chico (der kleine Bonete) ist ein massiger Berg in Sierra del Veladero in der Hochkordillere der Anden in der Provinz La Rioja im Nordwesten von Argentinien, nahe der Grenze zu Chile, der mit einer Höhe von 6759 m nahe an die Höhe der Kandidaten für den zweithöchsten Berg in Südamerika, Monte Pissis und Ojos del Salado herankommt und somit der sechsthöchste Berg Südamerikas ist. Immer wieder auftauchende Behauptungen, der Gipfel liege auf 6872 m und der Bonete sei daher eigentlich der zweithöchste Berg in Südamerika, lassen sich nach den SRTM-Daten nicht nachvollziehen.
Der Cerro Bonete Chico wird oft mit dem 800 m niedrigeren Cerro Bonete Grande, dem großen Bonete verwechselt. Die Verwirrung entstand dadurch, dass der große Bonete einen kleinen Konus bzw. Spitzhut trägt, während der niedrigere Bonete Grande als Ganzes wie ein großer Spitzhut wirkt, wenn er auch nahezu unsichtbar am Südhang des benachbarten Pissis und nördlich des Riesenvulkankraters Escondido oder der Caldera del Inca liegt.